# Barhalganj
Barhalganj es un pueblo y nagar Panchayat situado en el distrito de Gorakhpur en el estado de Uttar Pradesh (India). Su población es de 21290 habitantes (2011). 

## Demografía
Según el censo de 2011 la población de Barhalganj era de 21290 habitantes, de los cuales 10948 eran hombres y 10342 eran mujeres. Barhalganj tiene una tasa media de alfabetización del 76,12%, superior a la media estatal del 67,68%: la alfabetización masculina es del 81,94%, y la alfabetización femenina del 69,91%.